# L'Odyssée de l'African Queen
Pour plus de détails, voir Fiche technique et Distribution.

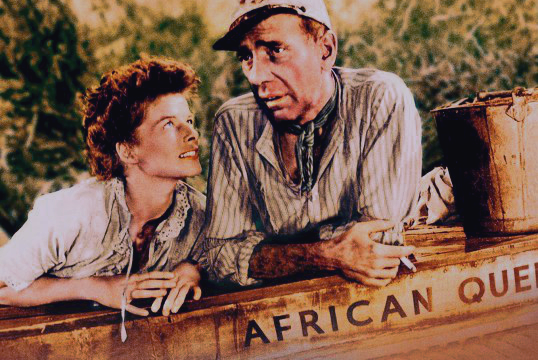
Katharine Hepburn et Humphrey Bogart.

L'Odyssée de l'African Queen ou La Reine africaine, (The African Queen) est un film anglo-américain réalisé par John Huston et sorti en 1951. C'est une comédie romantique et un film de guerre dont l'action se situe pendant la Première Guerre mondiale. Il est adapté du roman éponyme de C.S. Forester et interprété par Katharine Hepburn et Humphrey Bogart. Ce dernier obtient l'oscar du meilleur acteur pour sa prestation dans le film. Katharine Hepburn est désignée pour l'Oscar mais ne le reçoit pas.
Le film est inscrit depuis 1994 au National Film Registry pour être conservé à la Bibliothèque du Congrès des États-Unis « pour tous les temps en raison de son importance culturelle, historique ou esthétique ». Alors que l'on peut penser que le film a été tourné en noir et blanc, puis colorisé ultérieurement, il s'agit d'un film en couleurs, qui a nécessité une énorme caméra Technicolor et un éclairage imposant à transporter.

## Résumé
Robert Morley et Katharine Hepburn jouent les rôles de Samuel et Rose Sayer, frère et sœur missionnaires britanniques dans le village reculé de Kungdu en Afrique orientale allemande (aujourd'hui l'essentiel de la Tanzanie) au début de la Première Guerre mondiale en août-septembre 1914. Samuel Sayer est le pasteur d'une congrégation méthodiste. Il est secondé par sa sœur Rose, quadragénaire et célibataire. Leur seul contact avec l'Empire britannique est le passage régulier de Charlie Allnutt (joué par Humphrey Bogart), un baroudeur canadien. Il fait le coursier avec son bateau l'African Queen sur la rivière pour le compte d'une exploitation minière belge. Samuel et Rose tolèrent, non sans mal, son attitude fruste et parfois grossière.

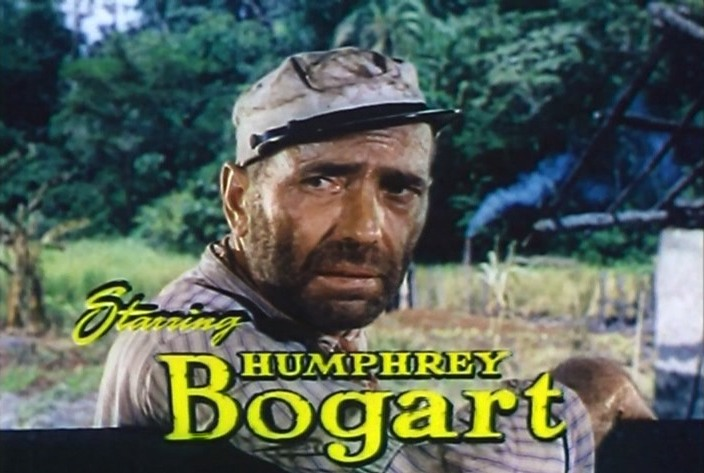

Charlie vient les avertir que la guerre a éclaté entre l'Allemagne et la Grande-Bretagne. Les Sayers choisissent de rester, mais c'est pour assister à l'arrivée des Allemands qui réquisitionnent les indigènes et brûlent le village. Samuel proteste, mais il est frappé par un soldat allemand. Après le départ des soldats, Samuel est atteint de fièvre et meurt. Charlie revient peu après et aide Rose à enterrer son frère. Charlie craint la menace de répressions allemandes envers les Britanniques, à cause de la déclaration de guerre du Royaume-Uni à l'Allemagne. Il convainc Rose de se cacher le temps que les hostilités s'apaisent, et ils partent ensemble sur l'African Queen.
Charlie indique à Rose que les Allemands disposent d'une canonnière, le Louisa, qui patrouille sur un grand lac en aval et empêche toute contre-attaque britannique. Rose veut convertir l'African Queen en torpilleur pour couler le Louisa. Charlie fait observer que la navigation sur la rivière Ulanga (en) serait suicidaire, car il faut passer au pied d'un fort allemand et franchir trois séries de rapides dangereux. Mais Rose insiste et obtient gain de cause.
Charlie espérait que Rose se découragerait au premier obstacle, mais elle reste confiante et rappelle à Charlie qu'il a promis d'aller au bout du plan établi. La première série de rapides s'avère assez facile, ils la franchissent en embarquant un minimum d'eau. Rose et Charlie tentent ensuite de se camoufler pour passer devant le fort allemand, mais les soldats les prennent pour cibles, tirant deux balles dans un tuyau d'évacuation de la chaudière, ce qui fait tomber la pression et arrête le bateau. Charlie réalise une réparation de fortune avant d'entrer dans la deuxième série de rapides. Le bateau roule et tangue follement dans les rapides, il embarque beaucoup d'eau et le taud est arraché.
Tout à la joie d'avoir franchi les rapides, Charlie et Rose tombent dans les bras l'un de l'autre. Gênés, ils se séparent un instant, mais finalement reconnaissent leur relation amoureuse. Le couple décide de s'arrêter pour vidanger le bateau et charger du bois destiné à alimenter la chaudière. De retour sur le fleuve, Charlie et Rose regardent les crocodiles sur la rive, lorsqu'ils entrent dans la troisième série de rapides. Il y a un grand bruit métallique quand le bateau franchit les chutes. Ils abordent la rive pour examiner les dégâts. Charlie plonge sous le bateau pour constater que l'arbre d'hélice est tordu et une pale arrachée. Heureusement, avec ses compétences et les suggestions de Rose, il parvient à redresser l'arbre et souder une nouvelle pale à l'hélice.

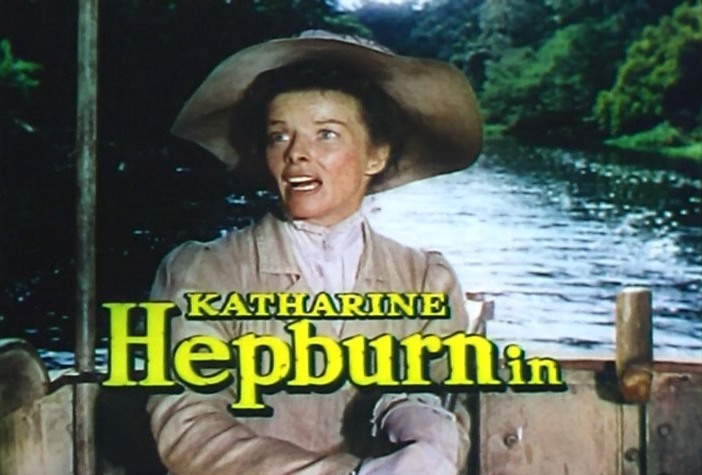

Tout semble perdu lorsque Charlie et Rose s'égarent et que le bateau s'enlise dans la boue au milieu de roseaux près de l'embouchure de la rivière. Charlie essaie de haler le bateau, mais il est couvert de sangsues et échoue. Sans vivres et sans eau potable, Charlie frappé par la fièvre, ils pensent qu'ils n'ont aucun espoir de survie. Avant d'aller dormir, Rose prie pour qu'elle et Charlie soient admis au Paradis. Pendant qu'ils dorment épuisés, de fortes pluies font s'élever le niveau de la rivière et permettent à l'African Queen de flotter de nouveau. Ils atteignent le lac qui était tout près et évitent de peu d'être repérés par le Louisa.
Pendant la nuit, ils convertissent des réservoirs d'oxygène en torpilles, avec de la gélignite et des détonateurs improvisés avec des clous et des percuteurs faits de cartouches de fusil. Ils attachent les torpilles sur la coque de l'African Queen. Profitant d'une tempête, ils poussent le bateau dans le lac avec l'intention de percuter le Louisa. Malheureusement, les fixations des torpilles lâchent et l'eau envahit le bateau qui sombre.
Charlie est capturé et emmené à bord du Louisa, où il est interrogé par le capitaine. Pensant Rose noyée, il se défend mal contre les accusations d'espionnage et il est condamné à mort par pendaison. Cependant, Rose est elle aussi capturée. Charlie prétend ne pas la connaître pour la protéger. Mais Rose avoue fièrement le rôle qu'elle a joué. Le capitaine la condamne aussi à mort pour espionnage. Charlie demande au capitaine de les marier avant l'exécution. Après une brève cérémonie de mariage, les Allemands se préparent à pendre le couple, quand une explosion soudaine retentit. Le Louisa a heurté la coque renversée de l'African Queen et fait exploser les torpilles. Le Louisa coule. Le plan de Rose a réussi, même si c'est de justesse. Le couple nouvellement marié rejoint la rive à la nage et gagne la sécurité du Kenya.

## Fiche technique
- Titre français : L'Odyssée de l'African Queen ou La Reine africaine[1],[2]
- Titre québécois : La Reine africaine
- Titre original : The African Queen
- Réalisation : John Huston, assisté de Guy Hamilton
- Scénario : James Agee, John Huston et Peter Viertel d'après le roman de C.S. Forester (1935)
- Musique : Allan Gray, interprétée par le Royal Philharmonic Orchestra, dirigé par Norman Del Mar
- Directeur de la photographie : Jack Cardiff, assisté de Ted Moore (cadreur)
- Photographie de seconde équipe : Ted Scaife
- Son : John Mitchell
- Perchman : Kevin McClory
- Montage : Ralph Kemplen
- Direction artistique : Wilfred Shingleton
- Costumes : Connie De Pinna, Doris Langley Moore pour Katharine Hepburn
- Pays de production :  États-Unis /  Royaume-Uni
- Tournage :
  - Langues : allemand, anglais, swahili
  - Prises de vue : fin mai à mi-août 1951
  - Intérieurs : Isleworth Studios[6] (Londres)
  - Extérieurs : Congo belge, Ouganda, Chutes Murchison et Lac Albert
- Producteurs : Sam Spiegel, John Woolf (non crédité), James Woolf (non crédité)
- Directeurs de production : Leigh Anan, T.S. Lyndon-Haynes
- Sociétés de production : Horizon Pictures, Romulus Films (Royaume-Uni)
- Sociétés de distribution : United Artists, Independent Film Distributors, Rank reprise France)
- Format : couleur par Technicolor — 35 mm — 1.37:1 — son monophonique (Western Electric Recording)
- Genre : Aventure, drame, romance et guerre
- Durée : 105 minutes
- Dates de sortie :
  - États-Unis : 23 décembre 1951
  - France : 26 mars 1952

## Distribution

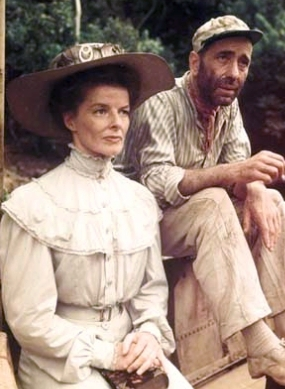
Katharine Hepburn et Humphrey Bogart dans le film

- Humphrey Bogart (VF : Maurice Lagrenée) : Charlie Allnutt
- Katharine Hepburn (VF : Jacqueline Porel) : Rose Sayer
- Robert Morley (VF : Richard Francoeur) : Samuel Sayer
- Peter Bull : le capitaine de la Louisa
- Theodore Bikel (VF : Howard Vernon) : le second de la Louisa
- Walter Gotell : le 2e officier de la Louisa
- Gerald Onn : le sous-officier de la Louisa
- Peter Swanwick : l'officier allemand à Fort Shona
- Richard Marner : l'autre officier allemand à Fort Shona
- John von Kotze : un officier allemand à Kungdu
- Harry Arbour : le sergent-major allemand à Kungdu
- Joseph Layode : le sergent africain

## Galerie

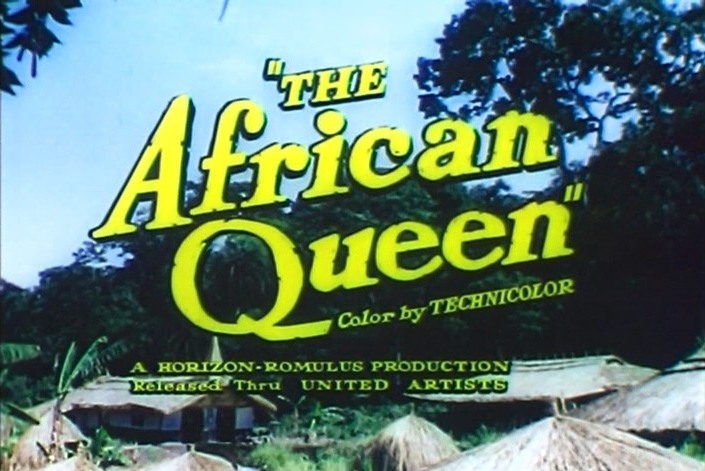
Capture d'écran de la bande annonce du film.
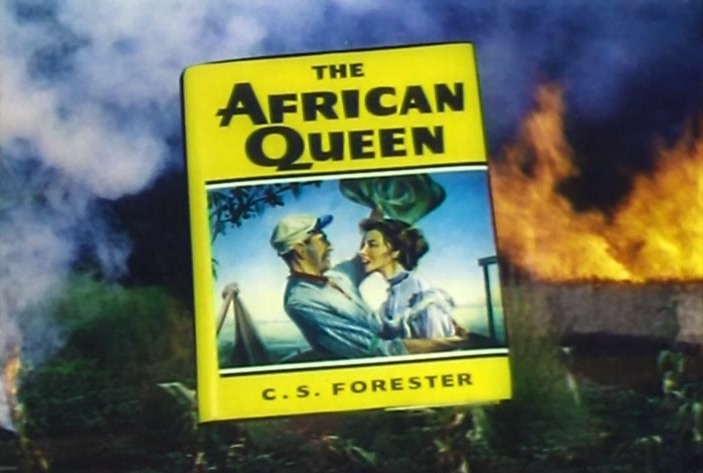
Capture d'écran du roman de C. S. Forester.
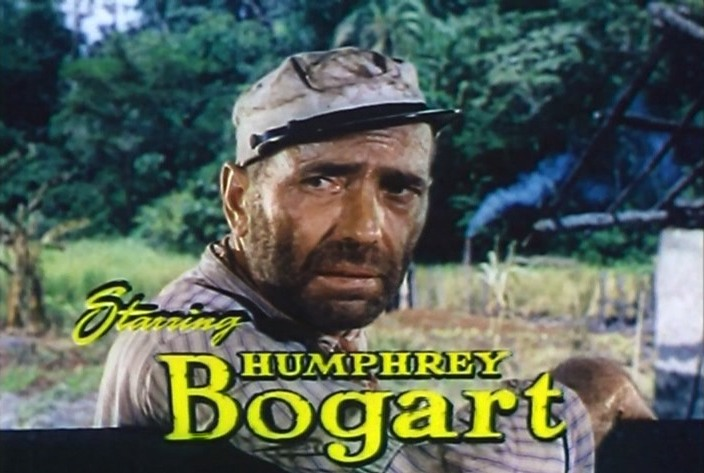
Capture d'écran d'Humphrey Bogart sur le film.
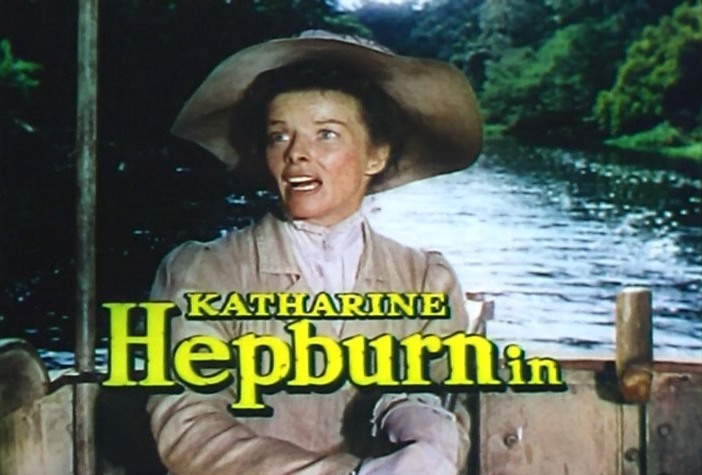
Capture d'écran de Katharine Hepburn.
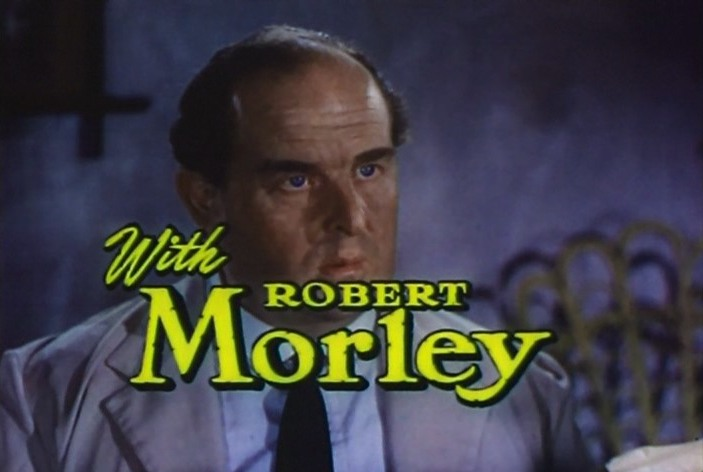
Capture d'écran de Robert Morley.
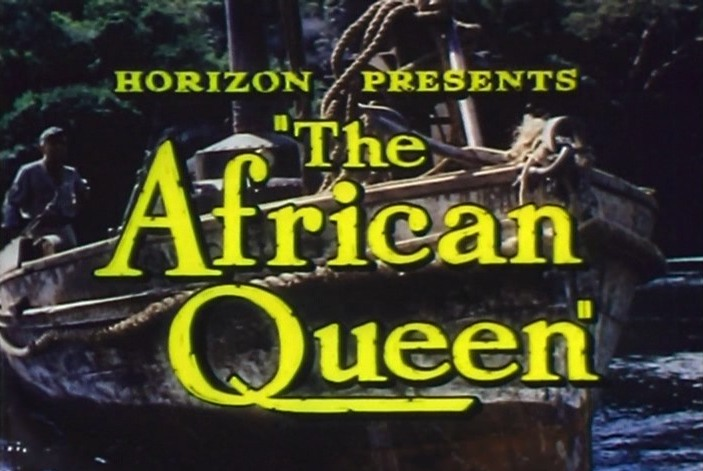
Capture d'écran de la bande annonce du film.

## Récompenses
- Oscar du cinéma 1952 :
  - Oscar du meilleur acteur pour Humphrey Bogart
  - Nominations :
    - Katharine Hepburn pour l'Oscar de la meilleure actrice
    - James Agee et John Huston pour l'Oscar du meilleur scénario adapté
    - John Huston pour l'Oscar du meilleur réalisateur
- BAFTA Awards 1953 :
  - Humphrey Bogart nommé pour le Prix du meilleur acteur étranger

## Autour du film
- Les scènes dans lesquelles Bogart et Hepburn sont dans l'eau ont été tournées en studio en Angleterre. La plupart des autres scènes ont été tournées en Afrique centrale, notamment autour de Kisangani[7],[8], où se sont installés l'équipe de tournage et les acteurs, ce qui causa de nombreuses difficultés à ces derniers.
- Pour tenter de lutter contre la malaria et la dysenterie, John Huston et Humphrey Bogart consommaient de nombreuses bouteilles de whisky[9].
- Le bateau, l'African Queen, a été construit pour les besoins du film à Lytham St Annes, en Angleterre.
- Le bateau Le Liemba, qui a été la « doublure » de La Reine africaine, a été acheté par un fan de Bogart et amarré sur le lac Tanganyika (« The boat that stood in for the African Queen, the Liemba, was purchased by a Bogart fan and brought from its mooring in Lake Tanganyike, Africa. »)[3],[10].
- Le livre et le film ont été pour partie inspirés de faits réels, et notamment de la bataille du lac Tanganyika et des exploits de Geoffrey Spicer-Simson.
- Le film évoque l'Afrique Orientale allemande, et la Première Guerre mondiale en Afrique Orientale, rarement évoquée au cinéma.